# Anaxagorea silvatica
Anaxagorea silvatica R.E.Fr. – gatunek rośliny z rodziny flaszowcowatych (Annonaceae Juss.). Występuje endemicznie w Brazylii – w stanach Espírito Santo i Minas Gerais. 

## Morfologia
PokrójZimozielone drzewo dorastające do 5–8 m wysokości.
LiścieMają kształt od odwrotnie owalnego do eliptycznego. Mierzą 13–19 cm długości oraz 2–6 cm szerokości. Liść na brzegu jest całobrzegi. Wierzchołek jest ostry.
KwiatySą pojedyncze. Rozwijają się na szczytach pędów. Mają od 4 do 6 płatków o białej lub białawej barwie.

## Biologia i ekologia
Rośnie w lasach. Występuje na wysokości do 800 m n.p.m.